# انباق جواد (اهر)
انباق جواد یکی از روستاهای استان آذربایجان شرقی است که در دهستان قشلاق بخش مرکزی شهرستان اهر واقع شده‌است.این روستا ۱۰۷ نفر جمعیت دارد.